# Presencia cultural
Presencia cultural es un programa de televisión peruano conducido principalmente por Ernesto Hermoza Denegri, entonces presidente del Consejo Directivo del Instituto Nacional de Radio y Televisión del Perú, junto a la poetisa Tatiana Berger; y entre 2018 y 2020 por Alonso Rabí. El programa de TV Perú se difundió semanalmente a la promoción y difusión de los aportes culturales visto de forma antropológica.
Se estrenó el último sábado de abril de 1982 y, desde entonces fue considerado como espacio emblemático de la cultura peruana hasta su cierre temporal en 2020. Reunió un gran conjunto de artistas que, de otra forma, no recibieron la atención mediática por su naturaleza de autor.
En 2022 se relanzó el programa a cargo de Denise Arregui.

## Sinopsis
El programa cubre prácticamente todos los aspectos de la actividad humana desde la perspectiva de la cultura peruana. Muestra en diversos reportajes las manifestaciones artísticas: los visuales en todas sus variantes, teatro en todas sus versiones, música de todos los tipos; que abarca desde la llamada clásica o académica hasta la que se realiza en las más remotas comunidades. Asimismo, se visualiza la danza en todas sus representaciones, especialmente las más conocidas, clásica, moderna y folclórica o popular; literatura en sus diferentes formas como narración, poesía, dramaturgia o ensayo. Por último se expande a ramas de la historia, filosofía, ciencia y tecnología.

## Premios y nominaciones
| Año  | Premio                       | Categoría               | Resultado | Ref.  |
| ---- | ---------------------------- | ----------------------- | --------- | ----- |
| 2018 | Premios Luces de El Comercio | Mejor programa cultural | Nominado  | [ 9 ] |